# J·J·希克森
詹姆斯·爱德华·“J·J”·希克森（英語：James Edward "J.J." Hickson，1988年9月4日—），美国NBA联盟职业篮球运动员。他在2008年的NBA选秀中第1轮第19顺位被克里夫兰骑士选中。籃板能力強，現效力於華盛頓巫師。

## 高中生涯
希克森高中時就讀於約瑟夫·惠勒高中。2006年他帶領校隊闖進高中男子籃球5A級四強。2007年 他被Rivals.com評為全部球員中第10名，全大前鋒中第2名。而Scout.com則評斷他為全部球員中第13名及全大前鋒中第3名。同年被獲邀參加麥當勞高中全明星賽。高四那年他平均每場25.9分13.8個籃板及3.0個阻攻。

## 大學生涯
希克森在北卡讀了一年書，處女秀在對上威廉與瑪麗學院的比賽中即攻下31分且12次投籃全中，創造了新人第一場12次投籃內最高命中率。之後一週希克森被選為大西洋沿岸聯盟單周最佳新秀，他之後在對上克萊門森大學的比賽創下新秀單場23籃板的新紀錄，外帶13分及4阻攻。
希克森在對上西卡羅萊納大學的比賽創下大學生涯新高的33分其中11投10中外加13個籃板，並在之後在大西洋沿岸聯盟巡迴賽第一輪對上邁阿密大學的比賽攻下27分14籃板。同年北卡也奪下冠軍。
該季平均14.8分及8.5籃板（籃板領先全新秀），以及5成9的高命中率。被選入大西洋沿岸聯盟最佳新秀陣容。

## 職業生涯

### 克里夫蘭騎士（2008–2011）

#### 2008-09球季
希克森在NBA的處女秀對上夏洛特山貓得到4分，在NBA的第一年主要是以替補的身份，並擔任球隊苦工的角色，以搶籃板球為主。

#### 2009-10球季
2009-10球季，希克森開始被排入先發名單。2010年1月27日，希克森在對上明尼蘇達灰狼隊的比賽攻下單季新高的23分。

#### 2010-11球季
2010年開季前，騎士隊決定執行他的第四年選項。2010年11月2日，希克森在對上亞特蘭大老鷹的比賽攻下生涯新高的31分。2011年1月23日，希克森在對上芝加哥公牛的比賽抓下單季個人新高的20的籃板，其中包括11個進攻籃板。2011年2月25日，希克森達成生涯新高的5阻攻，而球隊也戰勝紐約尼克
2011年6月30日，希克森被交易到沙加緬度國王隊，而騎士隊得到歐米·卡斯比及有條件的第一輪選秀權。

### 沙加緬度國王（2011-12）
2011年10月，因為2011年NBA封館，他加入位於以色列的職業籃球隊，然而，希克森只打了一場就離開了。
2012年3月19日，希克森遭到國王隊揮棄。2012年3月21日，波特蘭拓荒者宣布承接希克森。

### 波特蘭拓荒者（2011-13）

#### 2011-12球季
該賽季因為罷工影響只剩19場比賽，但希克森獲得許多的出場時間，且平均15.1分。

#### 2012-13球季
2012年7月11日，希克森與球隊簽下1年短約，並先發全部的80場比賽，該賽季平均每場可抓下10.4的籃板。

### 丹佛金塊（2013-2016）
2013年7月11日，希克森與丹佛金塊隊簽約加入。2014年2月26日，希克森在對上波特蘭拓荒者的比賽，抓下生涯新高的25個籃板，而15個進攻籃板也打破金塊隊的隊史紀錄。

### 華盛頓巫師（2016-）
2016年2月25日，希克森與華盛頓巫師簽約加入。

## NBA生涯數據

### 例行賽
| 賽季     | 球隊         | GP  | GS  | MPG  | FG%  | 3P%  | FT%  | RPG  | APG | SPG | BPG | PPG  |
| -------- | ------------ | --- | --- | ---- | ---- | ---- | ---- | ---- | --- | --- | --- | ---- |
| 2008–09  | 克里夫蘭騎士 | 62  | 0   | 11.4 | .515 | .000 | .672 | 2.7  | .1  | .2  | .5  | 4.0  |
| 2009–10  | 克里夫蘭騎士 | 81  | 73  | 20.9 | .554 | .000 | .681 | 4.9  | .5  | .4  | .5  | 8.5  |
| 2010–11  | 克里夫蘭騎士 | 80  | 66  | 28.2 | .458 | .000 | .673 | 8.7  | 1.1 | .6  | .7  | 13.8 |
| 2011–12  | 沙加緬度國王 | 35  | 9   | 18.4 | .370 | .000 | .638 | 5.1  | .6  | .5  | .5  | 4.7  |
| 2011–12  | 波特蘭拓荒者 | 19  | 10  | 31.6 | .543 | .000 | .645 | 8.3  | 1.2 | .6  | .9  | 15.1 |
| 2012–13  | 波特蘭拓荒者 | 80  | 80  | 29.0 | .562 | .000 | .679 | 10.4 | 1.1 | .6  | .6  | 12.7 |
| 2013–14  | 丹佛金塊     | 69  | 52  | 26.9 | .508 | .000 | .517 | 9.2  | 1.4 | .7  | .7  | 11.8 |
| 2014–15  | 丹佛金塊     | 73  | 8   | 19.3 | .475 | .000 | .577 | 6.2  | .8  | .5  | .5  | 7.6  |
| 2015–16  | 丹佛金塊     | 20  | 9   | 15.3 | .505 | .000 | .458 | 4.4  | .8  | .5  | .6  | 6.9  |
| 職業生涯 |              | 519 | 307 | 22.7 | .505 | .000 | .622 | 6.9  | .9  | .5  | .6  | 9.7  |

### 季後賽
| 賽季 | 球隊         | GP | GS | MPG | FG%  | 3P%  | FT%  | RPG | APG | SPG | BPG | PPG |
| ---- | ------------ | -- | -- | --- | ---- | ---- | ---- | --- | --- | --- | --- | --- |
| 2010 | 克里夫蘭騎士 | 11 | 0  | 7.2 | .626 | .000 | .688 | .8  | .1  | .0  | .0  | 3.5 |
| 生涯 |              | 11 | 0  | 7.2 | .626 | .000 | .688 | .8  | .1  | .0  | .0  | 3.5 |

### 生涯最佳紀錄
- 得分: 31 有2次
- 籃板: 25 vs. 波特蘭拓荒者 2014/02/26
- 助攻: 6  vs. 丹佛金塊 2013/04/14
- 抄截: 3 有5次
- 阻攻: 5 vs. 紐約尼克 2011/02/25

## 球員特色
籃板能力出眾，有出色的臂展。進攻端有水準以上的中距離及背籃技巧，但防守上因為身高及體能的劣勢導致阻攻能力不佳。比較偏向藍領階級的球員。